# Trubljačac
Trubljačac (kampsis, tekoma; lat. Campsis), rod grmastih penjačica iz porodice katalpovki, čiji su izvorni areali njezinih dviju vrsta, jednoj u Sjevernoj Americi, a drugoj u Aziji (od Kine do Japana)
Američka vrsta Campsis radicans uvezena je u Europu (uključujući Hrvatsku, gdje je nazivana korjenita tekoma), Aziju i Južnu Ameriku.

## Vrste
1. Campsis grandiflora (Thunb.) K.Schum.
2. Campsis radicans (L.) Bureau